# العلاقات السنغافورية الطاجيكستانية
العلاقات السنغافورية الطاجيكستانية هي العلاقات الثنائية التي تجمع بين سنغافورة وطاجيكستان.

## مقارنة بين البلدين
هذه مقارنة عامة ومرجعية للدولتين:
| وجه المقارنة                                              | سنغافورة                                                             | طاجيكستان                          |
| --------------------------------------------------------- | -------------------------------------------------------------------- | ---------------------------------- |
| المساحة (كم2)                                             | 719                                                                  | 143.10 ألف                         |
| عدد السكان (نسمة)                                         | 5.89 مليون                                                           | 8.92 مليون                         |
| الكثافة السكانية (ن./كم²)                                 | 819.19 ألف                                                           | 62.33                              |
| العاصمة                                                   | سنغافورة                                                             | دوشنبه                             |
| اللغة الرسمية                                             | لغة إنجليزية، اللغة الملايو، اللغة الصينية القياسية، اللغة التاميلية | اللغة الطاجيكية                    |
| العملة                                                    | دولار سنغافوري                                                       | ساماني طاجيكي، الروبل الطاجيكستاني |
| الناتج المحلي الإجمالي (بليون دولار)                      | 323.91 مليار                                                         | 7.15 مليار                         |
| الناتج المحلي الإجمالي (تعادل القوة الشرائية) بليون دولار | 472.59 مليار                                                         | 24.03 مليار                        |
| الناتج المحلي الإجمالي الاسمي للفرد دولار أمريكي          | 52.89 ألف                                                            | 925                                |
| الناتج المحلي الإجمالي للفرد دولار أمريكي                 | 82.76 ألف                                                            | 2.69 ألف                           |
| مؤشر التنمية البشرية                                      | 0.925                                                                | 0.624                              |
| رمز المكالمات الدولي                                      | +65                                                                  | +992                               |
| رمز الإنترنت                                              | .sg                                                                  | .tj                                |
| المنطقة الزمنية                                           | ت ع م+08:00، توقيت سنغافورة المنسق ‏                                  | ت ع م+05:00                        |

## منظمات دولية مشتركة
يشترك البلدان في عضوية مجموعة من المنظمات الدولية، منها:
| علم المنظمة | اسم المنظمة                        | تاريخ انضمام سنغافورة | تاريخ انضمام طاجيكستان |
| ----------- | ---------------------------------- | --------------------- | ---------------------- |
|             | مؤسسة التنمية الدولية              | 27 سبتمبر 2002        | 4 يونيو 1993           |
|             | مؤسسة التمويل الدولية              | 4 سبتمبر 1968         | 2 ديسمبر 1994          |
|             | منظمة حظر الأسلحة الكيميائية       | ?                     | ?                      |
|             | الأمم المتحدة                      | 21 سبتمبر 1965        | 2 مارس 1992            |
|             | الاتحاد الدولي للاتصالات           | 22 أكتوبر 1965        | 28 أبريل 1994          |
|             | منظمة الشرطة الجنائية الدولية      | ?                     | ?                      |
|             | البنك الدولي للإنشاء والتعمير      | 3 أغسطس 1966          | 4 يونيو 1993           |
|             | الاتحاد البريدي العالمي            | ?                     | ?                      |
|             | وكالة ضمان الاستثمار متعدد الأطراف | 24 فبراير 1998        | 9 ديسمبر 2002          |
|             | بنك التنمية الآسيوي                | 1966                  | 1998                   |
|             | يونسكو                             | 8 أكتوبر 2007         | 6 أبريل 1993           |

## وصلات خارجية
- موقع وزارة الخارجية السنغافورية